# 偏二甲肼
偏二甲肼，或称1,1-二甲基联氨、偏二甲基聯胺、偏二甲基肼，分子式(CH3)2NNH2，英文缩写UDMH（Unsymmetrical dimethylhydrazine），无色易燃液体。

## 制法

### 二甲胺亚硝化法
二甲胺与亚硝酸作用后经还原而得。
{\displaystyle {\rm {(CH_{3})_{2}NH+HNO_{2}{=\!=\!=}(CH_{3})_{2}NNO+H_{2}O}}}
{\displaystyle {\rm {(CH_{3})_{2}NNO+2Zn+4HCl{=\!=\!=}(CH_{3})_{2}NNH_{2}+2ZnCl_{2}+H_{2}O}}}

### 液态氯胺法
二甲胺和氯胺反应而得。
{\displaystyle {\rm {(CH_{3})_{2}NH+NH_{2}Cl{=\!=\!=}(CH_{3})_{2}NNH_{2}+HCl}}}

## 用途
- 高比冲液体火箭燃料：优点在于有高比冲值，与氧化剂接触即自动着火，利於火箭產品使用。

{\displaystyle {\rm {(CH_{3})_{2}NNH_{2}+4O_{2}{=\!=\!=}N_{2}+2CO_{2}+4H_{2}O}}}
其中常规氧化剂为四氧化二氮：
{\displaystyle {\rm {(CH_{3})_{2}NNH_{2}+2N_{2}O_{4}{=\!=\!=}3N_{2}\uparrow +2CO_{2}\uparrow +4H_{2}O\uparrow }}}
做为液体火箭燃料，可在常温下保存和使用。这与需要低温的液氧-煤油的液体火箭燃料方案相比，具有更便捷的军事用途。所以苏联的R-36、SS-19、質子號火箭、中国的东风-5及其衍生的长征二号至长征四号火箭，都使用偏二甲肼-四氧化二氮常温方案。美國的泰坦系列運載火箭、三角洲系列運載火箭等則將偏二甲肼和聯氨一比一混合（稱航空肼50）後，再與四氧化二氮配合使用。
- 有机合成原料。

## 危险性
偏二甲肼是一种强还原剂，有毒，可致癌，且能透过皮肤直接进入人体内。故使用时需要作好防护措施
若偏二甲肼被释放到大气中，会成为N-亚硝基二甲胺，一种持久的致癌物与地下水污染物

## 外部連結
- 偏二甲肼、57-14-7 CAS查询、偏二甲肼物化性质-中国化工制造网 （页面存档备份，存于）